# Parasinga viridescens
Parasinga viridescens är en fjärilsart som beskrevs av Alexander Schintlmeister 1993. Parasinga viridescens ingår i släktet Parasinga och familjen tandspinnare. Inga underarter finns listade i Catalogue of Life.